# 掌裂毛茛
掌裂毛茛（学名：Ranunculus rigescens），为毛茛科毛茛属下的一个植物种。